# Líbia nos Jogos Paralímpicos de Verão de 2012
A Líbia irá participar dos Jogos Paralímpicos de Verão de 2012, que irão acontecer na cidade de Londres, na Gra-Bretanha.

## Desempenho

### Levantamento de peso
Masculino
| Atletas          | Evento   | Resultado | Posição |
| ---------------- | -------- | --------- | ------- |
| Abdelrazik Baaba | -82.5 kg | 155,0     | 12º     |